# 西森弘志ルイス
西森 弘志 ルイスことルイス・ヒロシ・ニシモリ（ポルトガル語: Luiz Hiloshi Nishimori、1949年4月9日 - ）は、ブラジルの政治家。ブラジル社会民主党所属のブラジル連邦下院議員（4期）。

## 経歴
ブラジル連邦共和国パラナ州マリアルバ市出身。高知市立高知商業高等学校、マリンガ州立大学商業科卒業。
パラナ州議会議員（2期）を経て、ブラジル連邦下院議員（4期）を務める。
2024年、旭日中綬章を受章。